# Silhouettea insinuans
Silhouettea insinuans és una espècie de peix de la família dels gòbids i de l'ordre dels perciformes.

## Morfologia
- Els mascles poden assolir 4,5 cm de longitud total.[4][5]

## Hàbitat
És un peix de clima tropical i demersal.

## Distribució geogràfica
Es troba a Austràlia, Chagos, el Japó (incloent-hi les Illes Ryukyu), Moçambic i les Seychelles.

## Observacions
És inofensiu per als humans.